# 장안파 조선공산당
장안파 조선공산당(長安派 朝鮮共産黨)은 조선공산당 계승을 내세우며 1945년 8월 15일 결성된 공산주의 정치 단체이다. 세칭 장안당, 장안공산당, 또는 결성 날짜를 지칭하여 15일당이라고도 부른다.

## 개요
장안당은 쇼와 천황의 항복 선언으로 태평양 전쟁이 종전된 당일에 곧바로 1928년 해산되었던 조선공산당의 재건을 공표하는 발빠른 행보를 보였으나, 이보다 늦게 결성된 재건파 조선공산당에게 주도권을 빼앗겨 조선공산당의 정통성은 결과적으로 재건파가 가져갔다.
장안파 조선공산당의 중심 인물은 건국준비위원회를 통해 좌우합작에 적극적으로 참가한 정백, 이영 등이었는데, 구 서울파 출신인 이들은 일제강점기 동안 전향하고 오랫동안 좌익 운동에서 떠나 있었다. 이 때문에 이때까지 체포되지 않고 광주에 숨어 있던 경성콤그룹의 박헌영을 중심으로 한 재건파와의 명분 싸움에서 약점을 보였고, 박헌영과 가까운 리승엽, 홍남표 등 구 화요회 출신들이 재건파로 흡수되면서 와해되었다.
장안파라는 이름은 8월 15일 밤 '재건 혁명자 대회'라는 이름으로 조선공산당 재결성 모임이 이루어진 장소인 서울 종로의 장안빌딩에서 나왔다. 이 날 결성식에는 약 50여명이 참가하여 책임비서로 이영, 제2비서로 리승엽을 선출했다. 이영은 서울파, 리승엽은 화요파였으며 참가자 중에는 상하이파의 서중석, 엠엘파의 최익한과 이우적, 하필원, 원산 적색노조 계열이며 경성제국대학 교수였던 최용달 등이 포함되어 여러 계파가 망라되었다.
박헌영은 광복 이틀 후인 8월 17일에 상경, 8월 20일에 조선공산당 재건준비위원회를 결성하고 〈8월 테제〉를 발표한 뒤 장안파를 여러 방향에서 압박했다. 조직과 강령을 갖추지 못한 채 급조되었던 장안파 조선공산당은 결국 9월 8일 해체를 선언했고 9월 11일 재건파가 결성한 조선공산당에 흡수 통합되었다.
북한에서는 재건파를 이끈 박헌영, 리승엽, 조일명이 미국 간첩 혐의로 1953년 체포된 뒤 모두 처형되었기 때문에, 장안파의 붕괴 과정을 박헌영의 음모에 의한 것으로 설명하고 재건파에 의해 친미적인 화요파 측근 위주의 조선공산당이 성립된 것으로 보고 있다.

## 같이 보기
- 조선공산당
- 건국준비위원회

## 참고자료
- 한배호 (2000년 5월 10일). 〈해방 이후 좌파세력의 정치조직과 정치노선 (전용헌)〉. 《한국현대정치론 1》. 서울: 오름. ISBN 9788977781092.
- 반민족문제연구소 (1994년 3월 1일). 〈정백 : 동지를 팔고 전향한 권모술수가 (안소영)〉. 《청산하지 못한 역사 3》. 서울: 청년사. ISBN 9788972783145.
- 안재성 (2007년 7월 30일). 〈제2부 완전한 해방을 위하여 - 불안한 동거〉. 《이현상 평전》. 서울: 실천문학사. ISBN 9788939205840.
- 이철순, [38선 획정에서 남북정상회담까지②] 민족지도자들의 분열, 좌우 대연정의 꿈은 무너지고… 《신동아》 (2005.9.1) 제552호 (300~311쪽)